# Langhus
Langhus är en kyrkby i Nordre Follo kommun i Akershus fylke i sydöstra Norge. Orten ligger vid fylkesväg 152 och Østfoldbanan, vid sidan av Europaväg 6, norr om kommunens centralort Ski. Här finns Langhus kyrka. Den utgör en del av tätorten Oslo.
Tidigare har orten tillhört dåvarande Ski kommun.

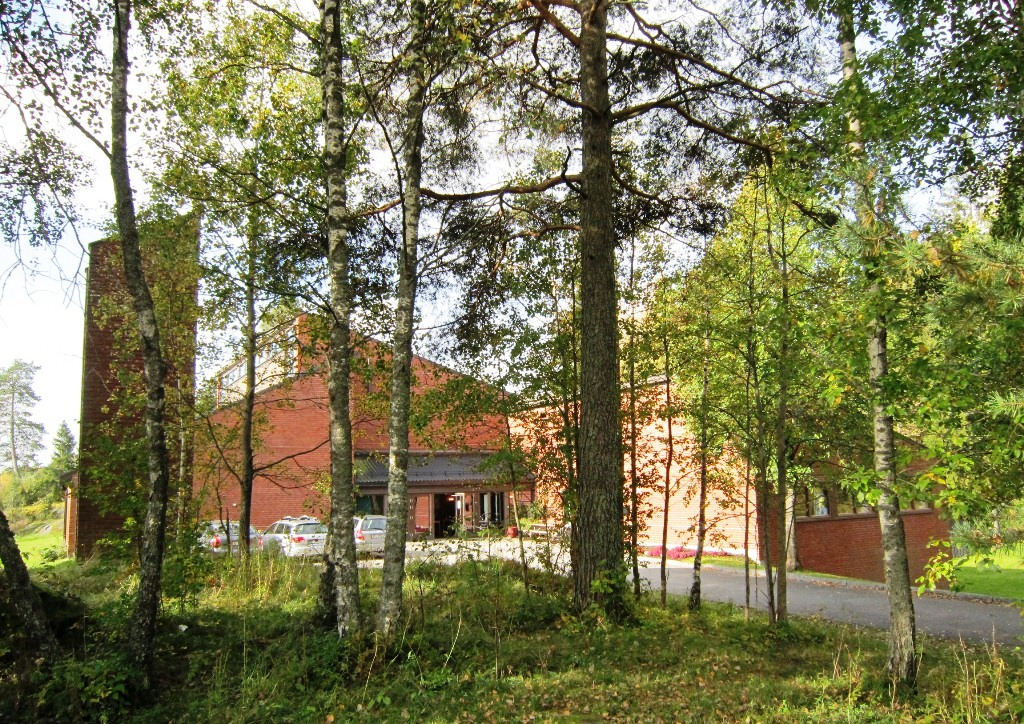
Langhus kyrka.